# Geleitzug QP 11
Der Geleitzug QP 11 war ein alliierter Nordmeergeleitzug, der im April 1942 im sowjetischen Murmansk zusammengestellt wurde und weitestgehend ohne Ladung ins isländische Reykjavík fuhr. Er verlor einen Frachter (2847 BRT) und den Kreuzer Edinburgh mit 5,5 Tonnen Gold an Bord. Die Deutschen verloren den Zerstörer Hermann Schoemann.

## Zusammensetzung und Sicherung

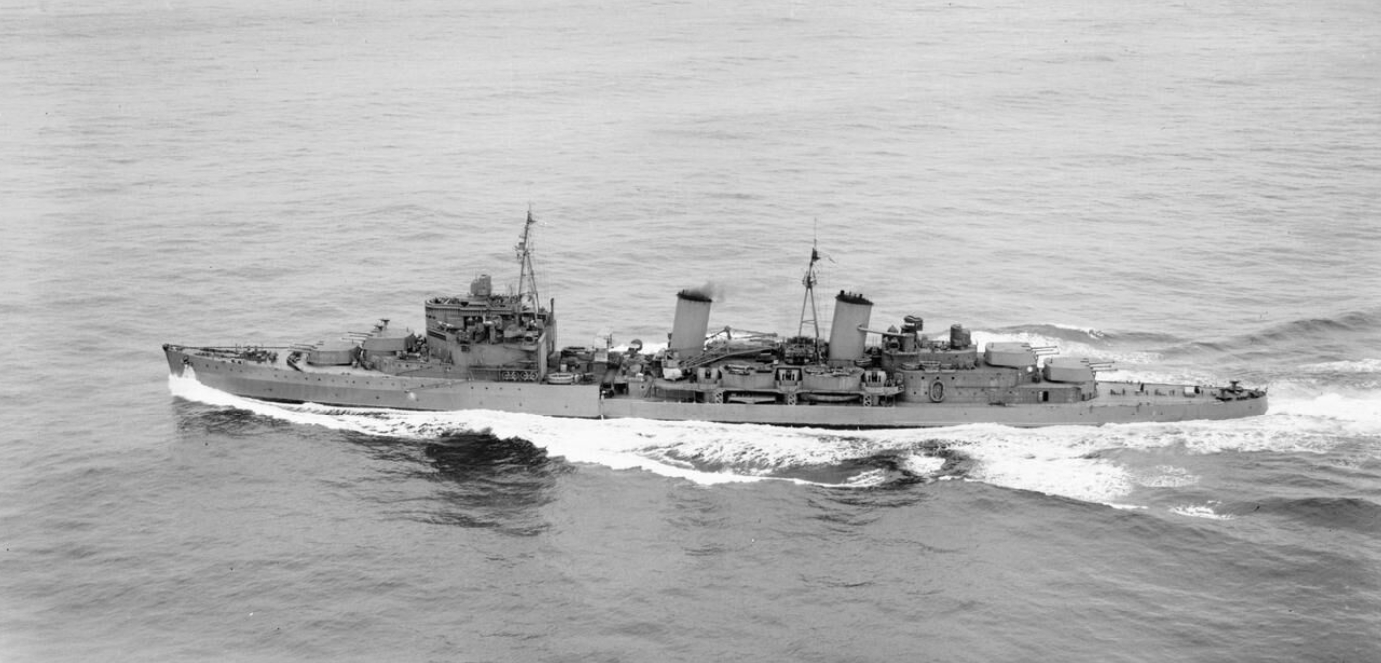
Die HMS Edinburgh trafen drei Torpedos von U 456 und Z 25

Der Geleitzug QP 11 setzte sich aus 13 Frachtschiffen zusammen. Am 28. April 1942 verließen sie das sowjetische Murmansk (Lage) in Richtung Reykjavík (Lage). Bis zum 29. April übernahmen die Eastern Local Escort mit den sowjetischen Zerstörern Kuibyschew und Sokruschitelny sowie die britischen Minensucher Gossamer, Harrier, Hussar und Niger den Nahschutz des Konvois. Ab 28. April bis zum 7. Mai übernahm zusätzlich die Ocean Escort mit den Zerstörern Bulldog, Amazon, Beagle, Beverley, den Korvetten Campanula, Oxlip, Saxifrage, Snowflake und dem UJ-Trawler Lord Middleton die Sicherung bis Reykjavík. Die Nahsicherung übernahmen der Kreuzer Edinburgh und die Zerstörer Foresight und Forester. Die alliierten U-Boote P.43/Unison (britisch), Minerve (französisch), Uredd (norwegisch), Jastrzab (polnisch) und die sowjetischen D-3, K-2, K-22 und K-23 bezogen Stellung auf den Anmarschwegen deutscher Überwasserstreitkräfte.
| Name          | Typ      | Flagge                 | Vermessung in BRT | Verbleib                                                                |
| ------------- | -------- | ---------------------- | ----------------- | ----------------------------------------------------------------------- |
| Atheltemplar  | Frachter | Vereinigtes Königreich | 8992              |                                                                         |
| Ballot        | Frachter | Panama                 | 6131              |                                                                         |
| Briarwood     | Frachter | Vereinigtes Königreich | 4019              |                                                                         |
| Dan Y Byn     | Frachter | Vereinigtes Königreich | 5117              |                                                                         |
| Dynboyne      | Frachter | Vereinigte Staaten     | 3515              |                                                                         |
| El Estero     | Frachter | Panama                 | 4219              |                                                                         |
| Eldena        | Frachter | Vereinigte Staaten     | 6900              |                                                                         |
| Gallant Fox   | Frachter | Panama                 | 5473              |                                                                         |
| Mormacmar     | Frachter | Vereinigte Staaten     | 5453              |                                                                         |
| Stone Street  | Frachter | Panama                 | 6131              |                                                                         |
| Trehata       | Frachter | Vereinigtes Königreich | 4817              |                                                                         |
| Ziolkowski    | Frachter | Sowjetunion            | 2847              | am 30. April durch Z 7 Hermann Schoemann, Z 24 und Z 25 versenkt (Lage) |
| West Cheswald | Frachter | Vereinigte Staaten     | 5711              |                                                                         |

## Verlauf
Als am 29. April die deutsche Luftaufklärung Kontakt zum Geleitzug bekam, befanden sich die deutschen U-Boote U 88, U 251, U 405, U 436, U 456, U 589 und U 703 in Reichweite. Am Nachmittag des 30. April traf U 456 mit zwei Torpedos den Kreuzer HMS Edinburgh, der aber weiterfahren konnte. Zugleich erreichte die 6. Z-Flottille mit den Zerstörern Z 7 Hermann Schoemann, Z 24 und Z 25 den Konvoi, versenkte den Frachter Ziolkowski (2847 BRT) und beschädigte den Zerstörer HMS Amazon. Danach wendeten sich die deutschen Zerstörer der stark beschädigten HMS Edinburgh zu. Am 1. Mai gelang es ihnen, nah genug heranzukommen, um einen weiteren Torpedotreffer anzubringen. Allerdings wurde dabei der Zerstörer Z 7 Hermann Schoemann (Lage) von der Artillerie der Edinburgh schwer getroffen. Die Zerstörer Z 24 und Z 25 brachten weitere Treffer an den britischen Zerstörern HMS Forester und HMS Foresight an. Inzwischen war die Edinburgh (Lage) so weit gekentert, dass sie aufgegeben wurde. Die Foresight versenkte sie mit einem Torpedo. Auch Z 7 Hermann Schoemann war nicht mehr zu retten. Z 24 und Z 25 übernahmen den größten Teil der Besatzung. Weitere Angriffe durch U-Boote und Flugzeuge blieben ergebnislos. Der QP 11 erreichte am 7. Mai 1942 das isländische Reykjavík. Er verlor einen Frachter (2847 BRT) und den Kreuzer HMS Edinburgh, der 465 Goldbarren an Bord hatte. Mit diesen wollte die Sowjetunion die alliierten Kriegsmittel bezahlen, die sie erhalten hatte.